# Kim Gallagher
Pour les articles homonymes, voir Gallagher.
Kim Ann Gallagher, née le 11 juin 1964 à Philadelphie et morte le 18 novembre 2002 à Oreland, est une  athlète américaine, coureuse de fond et demi-fond. Elle a participé aux Jeux olympiques d'été de 1984 à Los Angeles, remportant l'argent derrière la roumaine Doina Melinte. Aux Jeux olympiques d'été de 1988 à Séoul, elle remporta le bronze, toujours sur 800 m, battue par les Est-allemandes Sigrun Wodars et Christine Wachtel.
Atteinte d'un cancer peu après les Jeux de 1988, elle est décédée en 2002 des suites d'un accident vasculaire cérébral à l'âge de 38 ans.

## Palmarès

### Jeux olympiques
- Jeux olympiques de 1984 à Los Angeles (États-Unis) 
  -  Médaille d'argent sur 800 m
- Jeux olympiques de 1988 à Séoul (Corée du Sud) 
  -  Médaille de bronze sur 800 m